# SMS Rostock
Az SMS Rostock a Császári Haditengerészet egyik Karlsruhe-osztályú könnyűcirkálója volt az első világháború idején, a névadó egység egyetlen testvérhajója. Nagyban hasonlítottak az őket megelőző Magdeburg-osztály hajóira. Gerincének lefektetésére 1911-ben került sor, a hajótestet 1912 novemberében bocsátották vízre és 1914 februárjára végeztek a felszerelésével. A teljes terheléssel közel 6200 tonnás hajó fő fegyverzetét 12 darab 10,5 cm-es ágyú alkotta és névlegesen 28,5 csomó volt a végsebessége.
A Rostock a Nyílt-tengeri Flotta (Hochseeflotte) kötelékében teljesített szolgálatot mindvégig a csataflottát kísérő rombolóflottillák parancsnoki hajójaként (I. Führer der Torpedoboote). Az angol partok elleni támadások és a doggerbanki csata idején az I. felderítőcsoport (Aufklärungsgruppe I) előőrséhez tartozott. A skagerraki csata során a csataflotta biztosításában vett részt, közben többször összecsapott bit könnyű erőkkel és röviddel éjfél után brit rombolók megtorpedózták. Német rombolók vontatni kezdték, de június 1. hajnalán a Dublin cirkáló feltűnésekor a legénysége élesítette a robbanótölteteket, és átszállt a rombolókra, még mielőtt az ellenséges cirkáló a közelükbe ért.

## Építése
A Rostockot Ersatz Geier néven rendelték meg a kieli Howaldtswerke hajógyártól a szolgálatból kivonni szánt egyik IV. osztályú cirkáló (Kreuzer IV. Classe), a Geier pótlására 1911-ben. 1912. november 12-én bocsátották vízre, keresztelését Rostock városának polgármestere, Dr. Magnus Maßmann végezte. A felszerelése után 1914. február 5-én a Hochseeflotte állományába került.
A hajó teljes hossza 142,2 méter, a legnagyobb szélessége 13,7 méter, merülése (a hajó elejénél) 5,38 méter volt. Vízkiszorítása teljesen felszerelve 6191 tonnát tett ki. Két gőzturbinája egy-egy 3,5 méter átmérőjű hajócsavart forgatott meg. A hajtóművek összteljesítményét 26.000 lóerősre tervezték, de a gyakorlatban 43.628 lóerő leadására is képesnek bizonyultak. Gőzzel 12 széntüzelésű Marine-típusú vízcsöves kazán és két olajtüzelésű kétvégű kazán látta el. Ezek segítségével 29,3 csomós csúcssebességet ért el a próbajáratain. A Rostock üzemanyagként 1300 tonna szenet és 200 tonna olajt szállíthatott magával, mely készlettel 5000 tengeri mérföld volt a hatótávolsága 12 csomós sebesség mellett. A hajón 18 tiszt és 355 sorállományú tengerész, összesen 373 fő teljesített szolgálatot.
A Rostock fő fegyverzetét 12 darab 10,5 cm űrméretű, 45 kaliberhosszúságú gyorstüzelő ágyú (10,5 cm SK L/45) képezte, melyek lövegpajzzsal védett külön talpazatokon helyeztek el. Ezek közül 2-2 volt egymás mellett a hajó orrán és tatján, míg 4-4 a hajó két oldalán volt elhelyezve. A lövegek maximális emelkedése 30° volt és ez 12700 méteres lőtávolságot tett lehetővé. A lőszerkészletüket 1800 lövedék alkotta, így minden ágyúra jutott 150. Két 50 cm-es víz alatti torpedóvető csővel is el voltak látva (mindkét oldalon egy-egy), melyekhez öt torpedó tartozott. Ezen felül alkalmas volt 120 vízi akna szállítására.
A hajó középső részét a vízvonal mentén 60 mm vastag páncélöv védte. Hasonló vastagságú volt a fedélzetet borító páncélzat legvastagabb része is. A parancsnoki tornyot 100 mm vastag páncéllemezek borították.

## Szolgálata

### Skagerrak előtt
Az 1914 februárjában való átadását követően a Rostock a Hochseeflotte egyik rombolóflottilla-vezérhajója lett. Az 1915. január 24-én végrehajtott előretöréskor Franz Hipper I. felderítőcsoportjának csatacirkálóit kísérte. A hadművelet célja a Dogger-pad környékén tevékenykedő brit könnyű erők megsemmisítése volt. A Rostock néhány rombolóval a csatacirkálók bal oldalán haladva biztosított. A német csoportosítás öt brit csatacirkálóval találkozott össze és a doggerbanki csataként elhíresült összecsapásban német részről elsüllyedt a Blücher páncélos cirkáló.
Ezt követően a Rostock részt vett a lowestofti rajtaütésben 1916. április 24-én szintén az I. felderítőcsoportot biztosítva. Míg a csatacirkálók Lowestoftot támadták, addig a Rostock és öt másik cirkáló a déli irányból, Harwich felől érkező könnyű erőkkel (Harwich Force) vette fel a harcot. A hamarosan bekapcsolódó csatacirkálók a briteket visszavonulásra kényszerítették. Ezt követően a német erők megszakították a küldetést és hazaindultak.

### Skagerraki csata
A Rostock részt vett a norvég partok irányába tervezett hadműveletben is, mely 1916. május 31-én a skagerraki csatához vezetett. Az összecsapásban a csataflotta biztosítását ellátó rombolóflottillák vezérhajójaként, Andreas Michelsen sorhajókapitány (Kommodore) zászlóshajójaként, vett részt. Amint 17:30-kor a német csatahajók bekapcsolódtak a csatacirkálók harcába, a Nestor és a Nicator brit rombolók támadást kíséreltek meg végrehajtani a német csatavonal ellen. A Rostock és néhány csatahajó tűz alá vette és mozgásképtelenné lőtte a rombolókat. A megbénított ellenséges rombolók mellett elhaladó csatahajók tüzükkel elsüllyesztették őket, túlélőiket pedig német rombolók vették a fedélzetükre.
19:32-kor a Rostock és néhány romboló a csatahajók vonalát keresztezve, így azok és az ellenséges csatavonal közé manőverezve mesterséges füstfüggönyt képeztek, hogy így fedezzék a főerők elszakadását. 20 perccel később Michelsen több rombolót a súlyosan sérült Lützow megsegítésére küldött. Mire a német flotta felkészült az éjszakai harcokra, a Rostock a csatavonal bal oldalán haladó IV. felderítőcsoporthoz sorolt be.
Röviddel éjfél előtt a Rostock és a IV. felderítőcsoport harcérintkezésbe került a britek 2. könnyűcirkálórajával (2nd Light Cruiser Squadron). Nem sokkal éjfél után a brit 4. rombolóflottilla (4th Destroyer Flotilla) támadást intézett a német hajók vonala ellen azon a részen, ahol a Rostock is elhelyezkedett és a támadó rombolók elhárítására ő is tüzet nyitott. A britek számos torpedót kilőttek rájuk, kitérésre kényszerítve a Rostockot és több más cirkálót is, ami által az I. csatahajóraj (Geschwader I) útjába kerültek. A Rostock szerencsésen elhaladt a csatahajók között, de az Elbinget legázolta és mozgásképtelenné tette a Posen.
A kaotikus éjszakai harcok során a Rostock keresőfényeivel megvilágította a Broke rombolót és a Westfalen és a Rheinland csatahajókkal közösen tűz alá vette. A Broke súlyosan megrongálva még el tudott szakadni a sötétben és elérte a honi támaszpontot. A Rostockra az Ambuscade és a Contest rombolók lőttek ki egy-egy nagy sebességre állított torpedót 900 méter távolságból. Az egyik kilőtt torpedó 01:30-kor eltalálta a német cirkálót, azt azonban nem tudni, hogy ez a torpedó melyik rombolóról érkezett. Emellett eltalálta még három 102 mm-es lövedék is, melyeket vélhetőleg a Broke lőtt ki. A mozgásképtelenné vált Rostock az S 54 jelű rombolót hívta segítségül. Az S 54 a Rostockot vontába vette és időnként 10 csomós sebességgel is képesek voltak haladni. Később csatlakoztak hozzájuk a V 71 és V 73 rombolók is, melyeket a flottillától a Rostock támogatására küldtek.
Június 1-én hajnali 03:55-kor a négy német hajó észlelte a Dublin cirkálót. A három romboló a Rostock mellé állt és átvette annak legénységét, miközben a brit jelszó első két jelét villantották a Dublin felé és füstfüggönyt képeztek, hogy nehezebben lehessen őket azonosítani. Tíz perc elteltével az S 54 fedélzetén a Rostock legénységével eltávolodott a cirkálótól, míg a V 71 és a V 73 mellette maradt. Az elsüllyesztéséhez élesítették a robbanótölteteket, de a süllyedésének meggyorsításához a két romboló három torpedót is kilőtt rá. A Rostock orral előre 04:25-kor merült a hullámok alá, ami után a V 71 és a V 73 a Horns Rev felé vette az útját. A Rostock legénységéből 14 fő esett el és 6 sebesült meg a csata során. Eközben 500 darab 10,5 cm-es lövedéket lőtt ki, többet, mint bármelyik más német hajó. Rostock névvel 1918 áprilisában egy újabb, a Cöln-osztályhoz tartozó könnyűcirkálót bocsátottak vízre, de ennek építésével már nem végeztek a háború vége előtt.

## Fordítás
- Ez a szócikk részben vagy egészben  a   SMS Rostock című angol Wikipédia-szócikk ezen változatának fordításán alapul.  Az eredeti cikk szerkesztőit annak laptörténete sorolja fel. Ez a jelzés csupán a megfogalmazás eredetét és a szerzői jogokat jelzi, nem szolgál a cikkben szereplő információk forrásmegjelöléseként.
- Ez a szócikk részben vagy egészben  a   SMS Rostock (1912) című német Wikipédia-szócikk ezen változatának fordításán alapul.  Az eredeti cikk szerkesztőit annak laptörténete sorolja fel. Ez a jelzés csupán a megfogalmazás eredetét és a szerzői jogokat jelzi, nem szolgál a cikkben szereplő információk forrásmegjelöléseként.